# 山田敬之
山田 敬之（やまだ けいし、生没年不詳）とは、江戸時代の医師、文人。

## 来歴
安永3年（1774年）刊行の『日本詩選作者姓名』（江村北海編）にその名があり、それによれば伊勢国洞津の医者で字は東仙と記している。当時文人としてある程度名の知られた人物だったと見られるが、詳しい閲歴については不明である。ただし『日本詩選作者姓名』には同じ洞津出身の「片岡承行」の項に、「嘗て山田東仙と同じく、京師に遊学し、江邨綬に従遊す」とあり、「山田東仙」こと山田敬之は修学のため京都（京師）に赴き、江村北海（江邨綬）のもとにいた事があったと知られる。津藩の藩医だったのではないかともいわれている。なお「山田敬之」の落款がある肉筆美人画が知られるが、これが同一人かどうかは定かではない。